# Jeanna Bauck
Jeanna Maria Charlotta Bauck, född 19 augusti 1840 i Stockholm, död 27 maj 1926 i München, var en svensk konstnär, huvudsakligen bosatt i München. Hon är mest känd för sina landskapsmålningar som hon gjorde under sina resor i Europa.

## Biografi
Jeanna Bauck var dotter till tonsättaren Wilhelm Bauck. Hon studerade i Stockholm tillsammans med en annan ung kvinna som blev en nära vän, den danska porträttmålaren Bertha Wegmann. Hon reste sedan till Tyskland 1863. Hon gjorde årliga studieresor till Tyrolen, Schweiz och Venedig. Hon fick sin konstnärliga utbildning av Adolf Ehrhardt i Dresden, Albert Flamm i Düsseldorf och Joseph Brandt i München.
Åren 1880–1881 vistades hon i Paris tillsammans med Bertha Wegmann där båda konstnärerna lyckades komma in med flera verk på Parissalongen. Jeanna Bauck återvände 1882 till München där hon grundade en målarskola för kvinnliga konstnärer. 
Hon var lärare vid Verein der Künstlerinnen und Kunstfreundinnen.
Bauck finns representerad vid bland annat Nationalmuseum i Stockholm.

## Bildgalleri

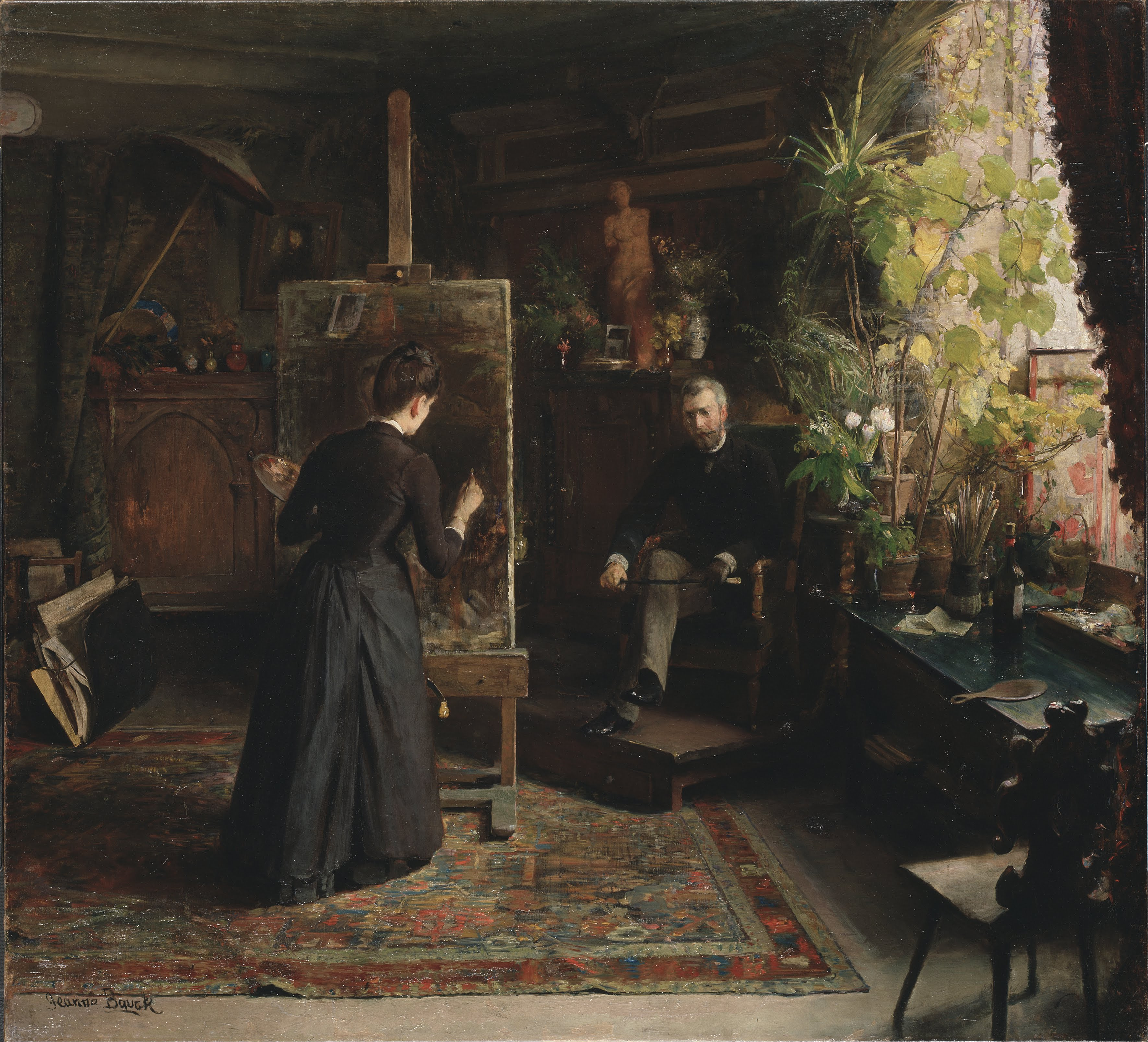
Den danska konstnärinnan Bertha Wegmann målande ett porträtt
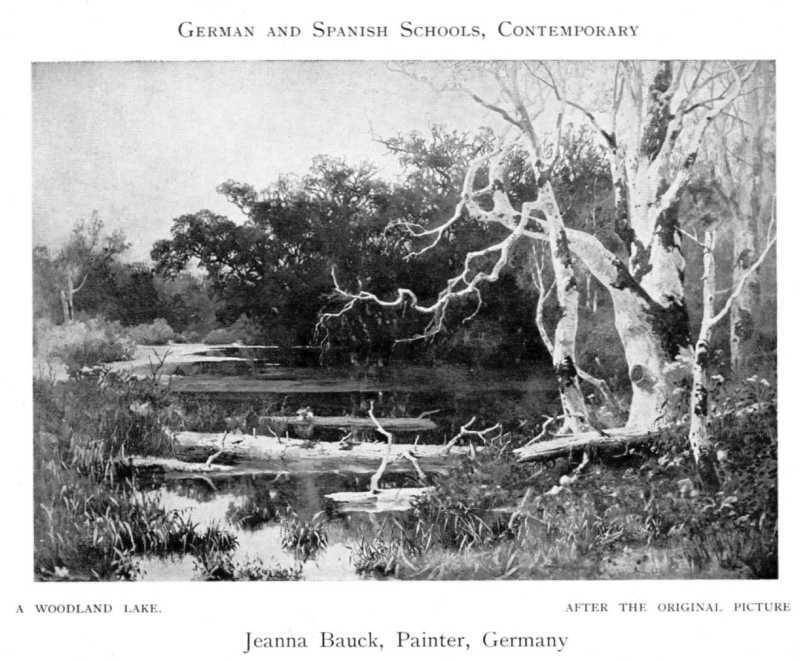
Skogslandskap
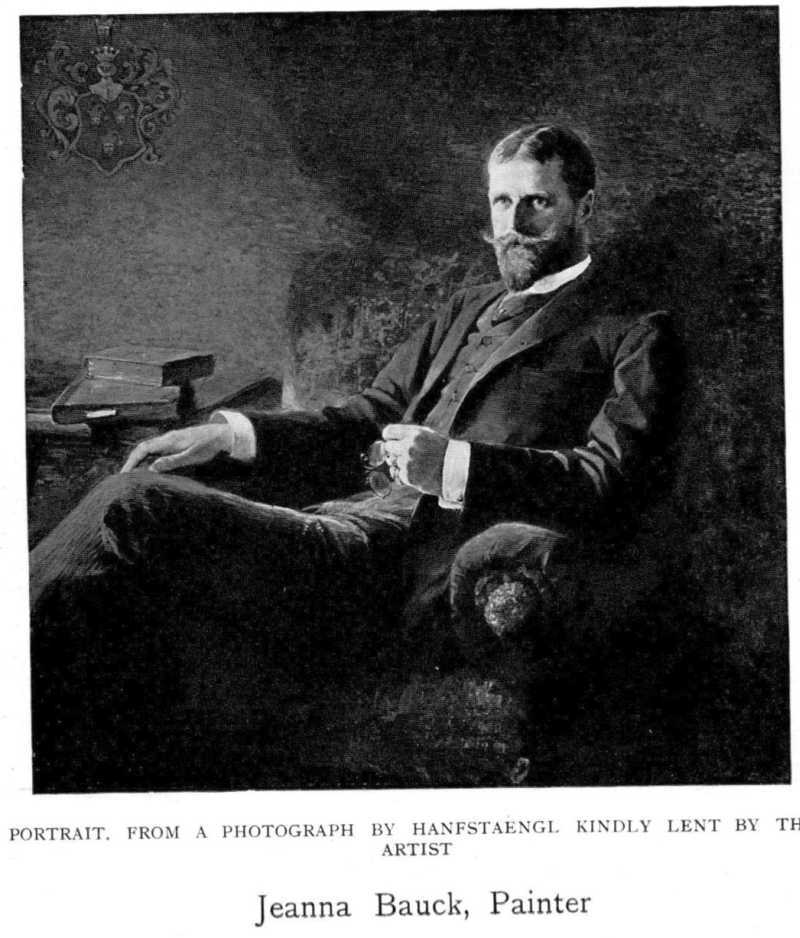
Porträtt av en man